# 서라벌신문
서라벌신문(徐羅伐新聞)은 대한민국 경상북도 경주시에서 발행한 주간 신문이다. 매주 수요일에 발행한다. 창간 당시에는 새벌신문이었다.

## 소재지
- 주소 : 경상북도 경주시 백률로 6(동천동 755-3) 4층

## 연혁
- 1993년 9월 15일 창간하여, 1994년 10월 17일 제호를 바꾸었으며, 2000년 11월 15일 휴간되었다가, 2005년 11월 10일 복간하였다.[1]

## 같이 보기
- 경주신문